# Mistrzostwa Polski w Narciarstwie 1935
Mistrzostwa Polski w Narciarstwie 1935 – zawody sportowe, które odbyły się w dniach 12 stycznia, 7 lutego oraz 22–26 lutego 1935 r. w Zakopanem i Krynicy w konkurencjach narciarskich.

## Medaliści
| Konkurencja                                                 | Złoto                                                                                            | Rezultat | Srebro                                                                           | Rezultat | Brąz                                                                          | Rezultat |
| Bieg rozstawny ‧ 12 stycznia 1935 ‧ Zakopane                |                                                                                                  |          |                                                                                  |          |                                                                               |          |
| Bieg rozstawny 4 x 10 km                                    | SN TS Wisła Zakopane Tadeusz Wowkonowicz Stanisław Michalski Marian Woyna Orlewicz Michał Górski | 3:14:02  | SN PTT Zakopane Władysław Berych Andrzej Marusarz Stanisław Skupień Jan Marusarz | 3:16:49  | SN Strzelec Zakopane Szpunar Gołębiowski Stanisław Karpiel Zdzisław Słowiński | 3:22:38  |
| Bieg na 50 km ‧ 7 lutego 1935 ‧ Krynica                     |                                                                                                  |          |                                                                                  |          |                                                                               |          |
| Bieg na 50 km mężczyzn                                      | Władysław Czech ON Sokół Zakopane                                                                | 4:44:47  | Zdzisław Motyka ON Sokół Zakopane                                                | 4:47:55  | Julian Motyka ON Sokół Zakopane                                               | 4:54:52  |
| Program klasyczny i alpejski ‧ 22–26 lutego 1935 ‧ Zakopane |                                                                                                  |          |                                                                                  |          |                                                                               |          |
| Kombinacja norweska mężczyzn Bieg złożony mężczyzn          | Stanisław Marusarz SN PTT Zakopane                                                               | 463      | Michał Górski SN TS Wisła Zakopane                                               | 427,9    | Izydor Łuszczek SN TS Wisła Zakopane                                          | 425,68   |
| Bieg na 18 km mężczyzn                                      | Martin Matsbo SSF, Szwecja                                                                       | 1:15:15  | Elis Wiklund SSF, Szwecja                                                        | 1:15:53  | Halvar Moritz SSF, Szwecja                                                    | 1:19:26  |
| Bieg na 18 km mężczyzn Obsada polska                        | (6.) Michał Górski SN TS Wisła Zakopane                                                          | 1:27:53  | (7.) Stanisław Karpiel SN Zw. Strzel. Zakopane                                   | 1:28:49  | (8.) Stanisław Marusarz SN PTT Zakopane                                       | 1:28:58  |
| Skoki mężczyzn                                              | Reidar Andersen NSF, Norwegia                                                                    | 228,2    | Stanisław Marusarz SN PTT Zakopane                                               | 218,8    | Thorstein Gundersen NSF, Norwegia                                             | 215,9    |
| Skoki mężczyzn Obsada polska                                | (2.) Stanisław Marusarz SN PTT Zakopane                                                          | 218,8    | (4.) Andrzej Marusarz SN PTT Zakopane                                            | 203,9    | (6.) Marian Woyna Orlewicz SN TS Wisła Zakopane                               | 190,8    |
| Kombinacja alpejska mężczyzn                                | Reidar Andersen NSF, Norwegia                                                                    | 100,00   | Fedor Weinschenck Wintersportclub Bielsko                                        | 98,305   | Jan Lipowski SN TS Wisła Zakopane                                             | 93,285   |
| Bieg zjazdowy mężczyzn                                      | Reidar Andersen NSF, Norwegia                                                                    | 2:13     | Fedor Weinschenck Wintersportclub Bielsko                                        | 2:22     | Adam Rajski SN TS Wisła Zakopane                                              | 2:25,5   |
| Slalom mężczyzn                                             | Reidar Andersen NSF, Norwegia                                                                    | 2:53,6   | Michał Jabłoński SN PTT Zakopane                                                 | 2:55,6   | Fedor Weinschenck Wintersportclub Bielsko                                     | 2:57,4   |
| Kombinacja alpejska kobiet                                  | Zofia Stopkówna SN PTT Zakopane                                                                  | 94,80    | Helena Marusarzówna SN PTT Zakopane                                              | 91,205   | Karolina Bednarzówna SN PTT Zakopane                                          | 87,315   |
| Bieg zjazdowy kobiet                                        | Bronisława Staszel-Polankowa ON Sokół Zakopane                                                   | 2:30     | Zofia Stopkówna SN PTT Zakopane                                                  | 2:43,5   | Helena Marusarzówna SN PTT Zakopane                                           | 2:56,5   |
| Slalom kobiet                                               | Karolina Bednarzówna SN PTT Zakopane                                                             | 1:59,2   | Zofia Stopkówna SN PTT Zakopane                                                  | 2:02     | Helena Marusarzówna SN PTT Zakopane                                           | 2:02,4   |